# Harry Andrews
Harry Fleetwood Andrews, CBE (ur. 10 listopada 1911 w Tonbridge, zm. 6 marca 1989 w Salehurst) – angielski aktor filmowy, teatralny i telewizyjny.

## Życiorys
Od 1933 grywał na deskach teatrów w Londynie i Nowym Jorku. W czasie II wojny światowej służył w Królewskiej Artylerii (odznaczony Orderem Imperium Brytyjskiego). W kinie zadebiutował w 1953 w filmie wojennym The Red Beret. Ze względu na wyjątkowo szpetną aparycję nie wróżono mu wielkiej kariery. Sławę i uznanie krytyki przyniosła mu rola bezwzględnego sierżanta w filmie Wzgórze, za którą został wraz z Seanem Connerym nominowany do National Board of Review Award. Zagrał w blisko 90 filmach i dziś uważany jest za jednego za najwybitniejszych aktorów drugoplanowych w kinematografii brytyjskiej. Zapamiętany został głównie z ról mundurowych, zwłaszcza twardzieli i despotów.

## Życie osobiste
Był biseksualistą a jego wieloletnim partnerem życiowym był aktor Basil Hoskins. Pozostawił syna Davida Andrewsa.

## Filmografia
- 1953 – The Red Beret
- 1954 – The Black Knight
- 1956 – Helena Trojańska
- 1956 – Aleksander Wielki
- 1956 – Moby Dick
- 1957 – Saint Joan
- 1959 – Salomon i Królowa Saby
- 1959 – Uczeń diabła
- 1961 – Barabasz
- 1962 – Najlepszy z wrogów
- 1962 – Dwaj wrogowie
- 1962 – 55 dni w Pekinie
- 1965 – Udręka i ekstaza

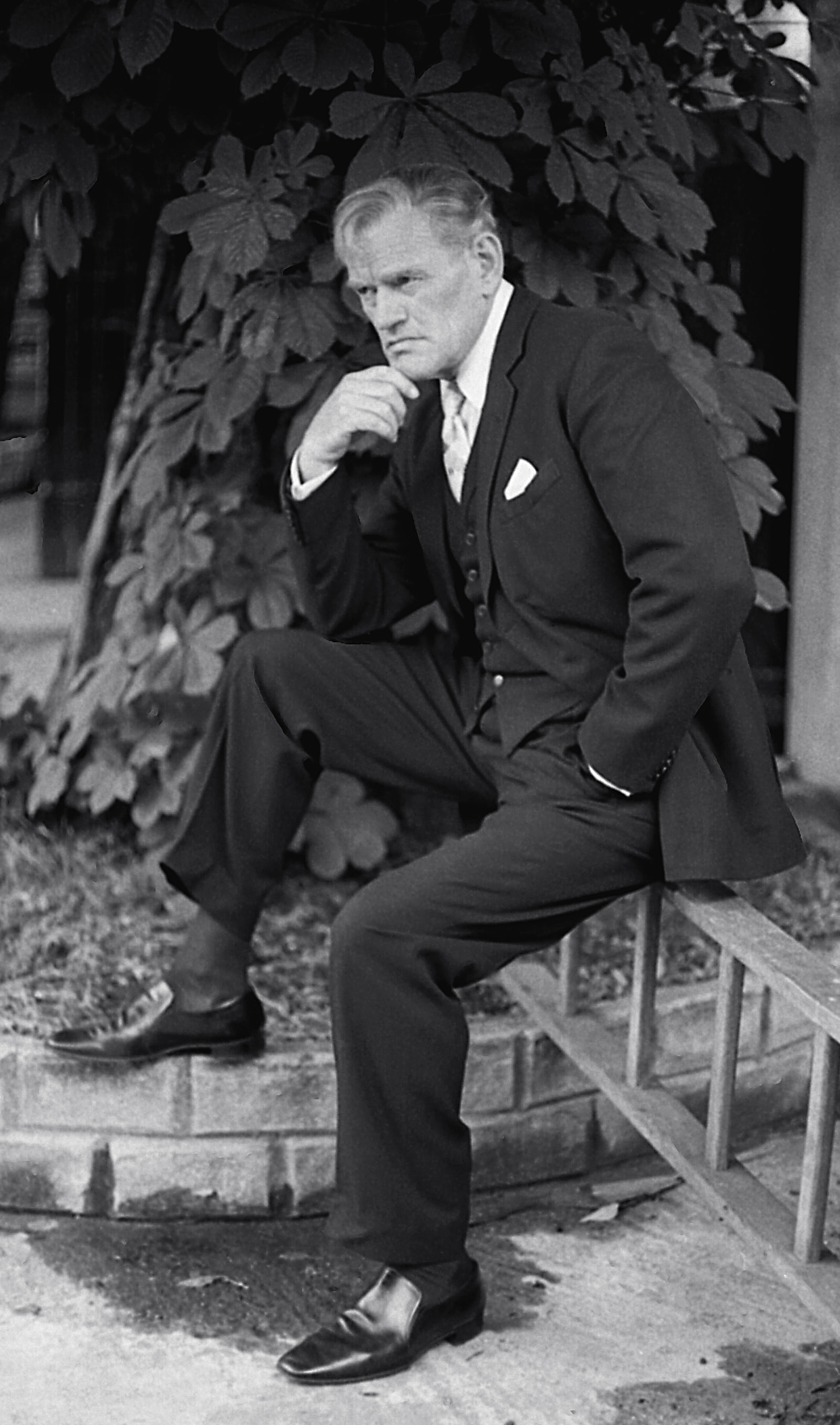
Harry Andrews w 1970 (fot. Allan Warren)

- 1965 – Wzgórze (również jako Kopiec)
- 1966 – Śmiertelna sprawa
- 1967 – Noc generałów
- 1968 – Szarża lekkiej brygady
- 1969 – Bitwa o Anglię
- 1969 – Gwiazda Południa
- 1970 – Spóźniony bohater
- 1970 – Wichrowe wzgórza
- 1971 – Mikołaj i Aleksandra
- 1972 – Człowiek z La Manchy
- 1972 – Wyższe sfery
- 1973 – Człowiek Mackintosha
- 1976 – Błękitny ptak
- 1977 – Książę i żebrak
- 1978 – Wodnikowe Wzgórze
- 1978 – Superman
- 1978 – Dotknięcie Meduzy
- 1978 – Śmierć na Nilu
- 1986 – Szok
- 1988 – Kuba Rozpruwacz